# Mike Santorelli
Mike Santorelli (né le 14 décembre 1985 à Vancouver, dans la Colombie-Britannique au Canada) est un joueur professionnel de hockey sur glace canado-italien. Il évoluait au poste de centre.
Son frère, Mark, est également joueur de hockey professionnel. Il a notamment été son coéquipier de 2008 à 2010 avec les Admirals de Milwaukee.

## Biographie
Mike Santorelli a été sélectionné au 178e rang du sixième tour par les Predators de Nashville lors du repêchage d'entrée de 2004 dans la Ligue nationale de hockey. Après son repêchage, il rejoint pour trois saisons les Wildcats de Northern Michigan dans le championnat universitaire de la NCAA.
Il joue sa première saison professionnelle avec les Admirals de Milwaukee, franchise associée aux Predators dans la Ligue américaine de hockey. Il fait ses débuts sur une patinoire de la LNH, le 8 janvier 2009 alors que les Predators affrontent les Penguins de Pittsburgh.
Le 5 août 2010, il est échangé aux Panthers de la Floride contre d'un choix de cinquième tour. Il obtient par le fait même un poste permanent avec l'équipe en jouant l'intégralité des 82 matchs de la saison 2010-2011. Le 17 août 2015, il signe un contrat d'une saison de 875 000$ avec les Ducks d'Anaheim.
Il signe un contrat de deux ans dans la LNA avec le Genève Servette HC durant l'été 2016 mais après une blessure, il décide de prendre sa retraite en octobre 2016.

## Statistiques
|nblignes=23
| Saison     | Équipe                        | Ligue       |     | Saison régulière | Saison régulière | Saison régulière | Saison régulière | Saison régulière |   | Séries éliminatoires | Séries éliminatoires | Séries éliminatoires | Séries éliminatoires | Séries éliminatoires |
| Saison     | Équipe                        | Ligue       | PJ  | B                | A                | Pts              | Pun              | PJ               | B | A                    | Pts                  | Pun                  |                      |                      |
| 2003-2004  | Vipers de Vernon              | LHCB        | 60  | 43               | 53               | 96               | 26               | 5                | 0 | 2                    | 2                    | 0                    |                      |                      |
| 2004-2005  | Wildcats de Northern Michigan | NCAA        | 40  | 16               | 14               | 30               | 22               | -                | - | -                    | -                    | -                    |                      |                      |
| 2005-2006  | Wildcats de Northern Michigan | NCAA        | 40  | 15               | 18               | 33               | 24               | -                | - | -                    | -                    | -                    |                      |                      |
| 2006-2007  | Wildcats de Northern Michigan | NCAA        | 41  | 30               | 17               | 47               | 28               | -                | - | -                    | -                    | -                    |                      |                      |
| 2007-2008  | Admirals de Milwaukee         | LAH         | 80  | 21               | 21               | 42               | 60               | 6                | 0 | 0                    | 0                    | 2                    |                      |                      |
| 2008-2009  | Admirals de Milwaukee         | LAH         | 70  | 27               | 43               | 70               | 36               | 11               | 6 | 5                    | 11                   | 6                    |                      |                      |
| 2008-2009  | Predators de Nashville        | LNH         | 7   | 0                | 0                | 0                | 2                | -                | - | -                    | -                    | -                    |                      |                      |
| 2009-2010  | Predators de Nashville        | LNH         | 25  | 2                | 1                | 3                | 8                | -                | - | -                    | -                    | -                    |                      |                      |
| 2009-2010  | Admirals de Milwaukee         | LAH         | 57  | 26               | 33               | 59               | 20               | 7                | 3 | 4                    | 7                    | 2                    |                      |                      |
| 2010-2011  | Panthers de la Floride        | LNH         | 82  | 20               | 21               | 41               | 20               | -                | - | -                    | -                    | -                    |                      |                      |
| 2011-2012  | Panthers de la Floride        | LNH         | 60  | 9                | 2                | 11               | 18               | -                | - | -                    | -                    | -                    |                      |                      |
| 2012-2013  | Tingsryds AIF                 | Allsvenskan | 4   | 0                | 1                | 1                | 0                | -                | - | -                    | -                    | -                    |                      |                      |
| 2012-2013  | Rampage de San Antonio        | LAH         | 7   | 2                | 3                | 5                | 0                | -                | - | -                    | -                    | -                    |                      |                      |
| 2012-2013  | Panthers de la Floride        | LNH         | 24  | 2                | 1                | 3                | 2                | -                | - | -                    | -                    | -                    |                      |                      |
| 2012-2013  | Jets de Winnipeg              | LNH         | 10  | 0                | 1                | 1                | 0                | -                | - | -                    | -                    | -                    |                      |                      |
| 2013-2014  | Canucks de Vancouver          | LNH         | 49  | 10               | 18               | 28               | 6                | -                | - | -                    | -                    | -                    |                      |                      |
| 2014-2015  | Maple Leafs de Toronto        | LNH         | 57  | 11               | 18               | 29               | 8                | -                | - | -                    | -                    | -                    |                      |                      |
| 2014-2015  | Predators de Nashville        | LNH         | 22  | 1                | 3                | 4                | 6                | 4                | 1 | 0                    | 1                    | 0                    |                      |                      |
| 2015-2016  | Ducks d'Anaheim               | LNH         | 70  | 9                | 9                | 18               | 8                | -                | - | -                    | -                    | -                    |                      |                      |
| 2016-2017  | Genève-Servette HC            | LNA         | 6   | 1                | 3                | 4                | 4                | -                | - | -                    | -                    | -                    |                      |                      |
| Totaux LNH | Totaux LNH                    | Totaux LNH  | 406 | 64               | 74               | 138              | 78               | 4                | 1 | 0                    | 1                    | 0                    |                      |                      |